# Новогвинейская гарпия
Новогвинейская гарпия (лат. Harpyopsis novaeguineae) — хищная птица из семейства ястребиных, единственный представитель рода Harpyopsis.

## Описание
Очень крупная гарпия размером 75—91 см. Обладает характерным небольшим хохолком на голове и развитым лицевым диском. Лапы без перьев. Крылья относительно короткие. Хвост длинный.
Питается преимущественно млекопитающими, а также птицами и рептилиями. Подстерегает добычу в засаде в кроне дерева.

## Ареал
Новая Гвинея. Места обитания — дождевые тропические леса.

## Замечания по охране
Изначально малочисленный вид. Является традиционным объектом охоты туземцев Новой Гвинеи из-за перьев её крыльев и хвоста. После распространения среди туземцев огнестрельного оружия во многих местах острова была полностью истреблена.
Вид занесен в перечень птиц, экспорт, реэкспорт и импорт которых регулируется в соответствии с Конвенцией о международной торговле видами дикой фауны и флоры, находящимися под угрозой исчезновения (СИТЕС).